# Il rovente Sahara
Il rovente Sahara (Frauenraub in Marokko) è un film muto tedesco del 1928 diretto da Gennaro Righelli.